# Askal
O Aspin' ou Asong Pinoy (/ˈ.s.spˌn/) é um cão mestiço nas Filipinas. Os cães Aspin são cães policiais no país.

## Nomes
Askal ou Aspin é uma espécie de cão mestiço originária das Filipinas. O nome "askal" é um acrônimo para o termo tagalo "asong kalye" ou "cachorro de rua", uma vez que esses cães são comumente vistos vagando pelas ruas. A Sociedade para a Proteção dos Animais (PAWS) sugeriu o termo alternativo "aspin", abreviação de "asong Pinoy" (cachorro Pinoy). Em Cebuano, os cães mestiços são conhecidos como "irong Bisaya", que significa literalmente "cão". Las Visayas "ou" cão nativo "(deve ser levado em conta que a palavra" Bisaya "é um termo que pertence a pessoas e animais nativos de uma localidade específica.) Por exemplo," manok bisaya "significa simplesmente uma raça de galinha nativa para uma localidade), o que implica que eles não são considerados um cão de raça mista, mas um cão mestiço sem raça e sem ancestrais de raça pura.
Askal ou Aspin é o nome de uma espécie de cão mestiço originária das Filipinas. O nome "askal" é um acrônimo para o termo tagalo "asong kalye" ou "cachorro de rua", uma vez que esses cães são comumente vistos vagando pelas ruas. A Sociedade para a Proteção dos Animais (PAWS) sugeriu o termo alternativo "aspin", abreviação de "asong Pinoy" (cachorro Pinoy). Em Cebuano, os cães mestiços são conhecidos como "irong Bisaya", que significa literalmente "cão". Las Visayas "ou" cão nativo "(deve ser levado em conta que a palavra" Bisaya "é um termo que pertence a pessoas e animais nativos de uma localidade específica.) Por exemplo," manok bisaya "significa simplesmente uma raça de galinha nativa para uma localidade), o que implica que eles não são considerados um cão de raça mista, mas um cão mestiço sem raça e sem ancestrais de raça pura.

## Características físicas
Fisicamente, os cães Askal têm uma variedade de formas, tamanhos e cores. A altura das fêmeas geralmente varia entre 12 e 16 polegadas, enquanto os machos podem medir entre 14 e 19 polegadas. A pele pode ser curta ou áspera. As gamas de cores variam entre preto, castanho, cinzento, creme e branco. As manchas são comumente encontradas na base da cauda e nas costas em forma semicircular. O focinho pode ser preto se a cor da pelagem for marrom. A cauda geralmente fica alta e as orelhas podem estar soltas, semi-soltas ou apontando para cima. A estrutura óssea  está na faixa intermediária, sem se tornar tão pesada quanto um Rottweiler. Em um artigo de investigação, Michael Tan disse que muitas vezes eles são mais resistentes e astutos que o puro sangue. A sociedade de proteção PAWS relatou que a maioria das chamadas recebidas por essa organização sobre crueldade e abuso de animais envolvem os askals.

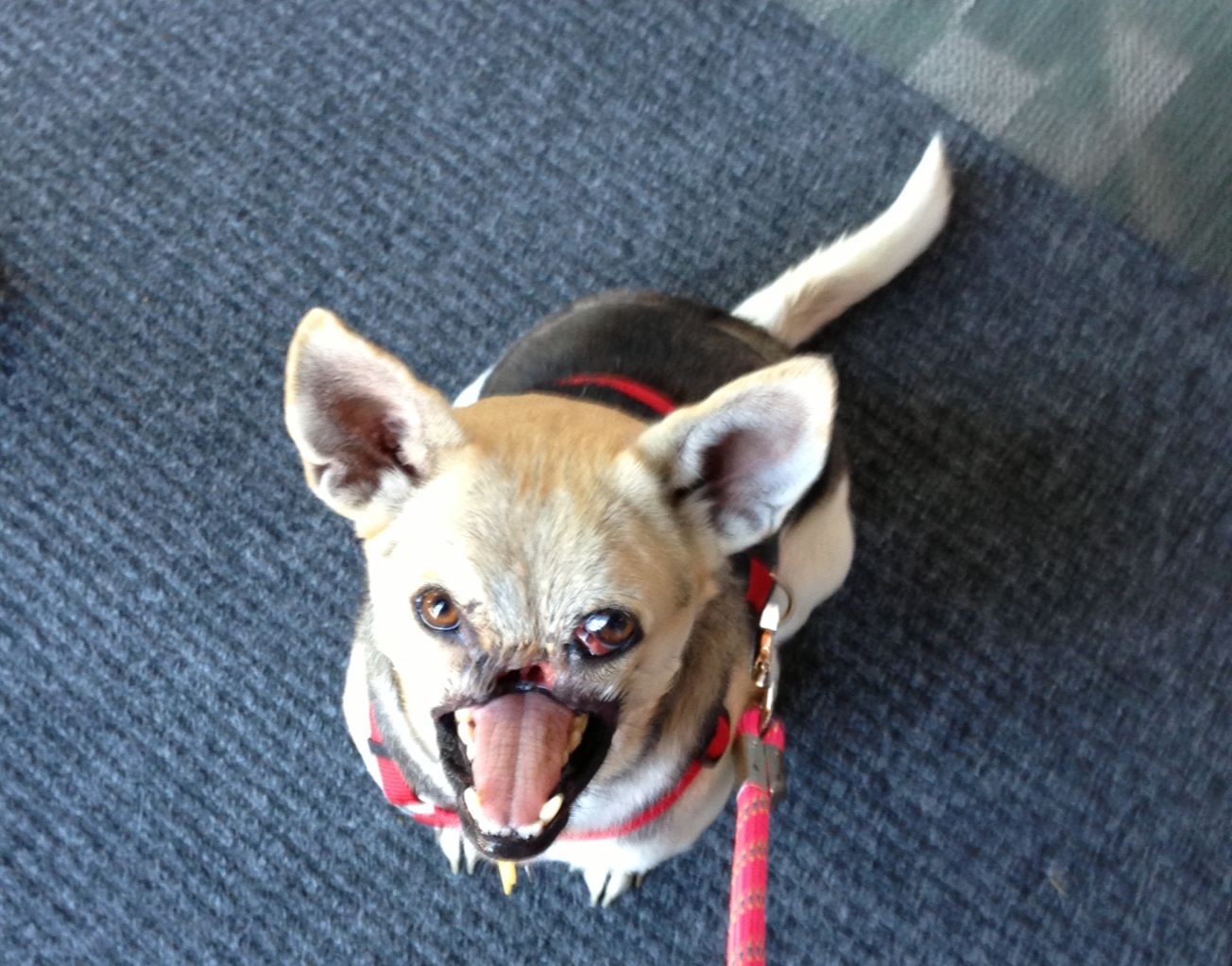
Kabang, o askal que salvou duas garotas de um possível acidente de moto.

## Utilidade
Os askals foram tradicionalmente criados como cães de guarda da casa e das fazendas. Eles são naturalmente desconfiados de estranhos, independentes e protegem os membros da família. Eles também são bons para crianças muito jovens como companheiros por causa de sua devoção à família. Seus proprietários geralmente confiam neles e permitem que eles percorram os mercados da cidade ou do bairro para socializar com outros cães, e é por isso que esses cães são vistos pelos ocidentais como cães vadios quando, na verdade, eles não são. No entanto, espera-se que estejam em casa antes do anoitecer, especialmente os machos que sempre procuram fêmeas no cio. As cadelas costumam ficar em casa e são excelentes guardiões. Se vagarem sem o dono, provavelmente serão pegos para serem vendidos no mercado negro como alimento. Os askals foram autorizados a competir no Primeiro Campeonato Agility Dogs Filipino 2.013, No concurso Pet Express Doggie Run 2015 em Pasay, foram o tipo de cão exposto. Receberam treinamento da Guarda Costeira das Filipinas para identificar bombas e medicamentos com seu olfato aguçado.